# Kermeterstollen

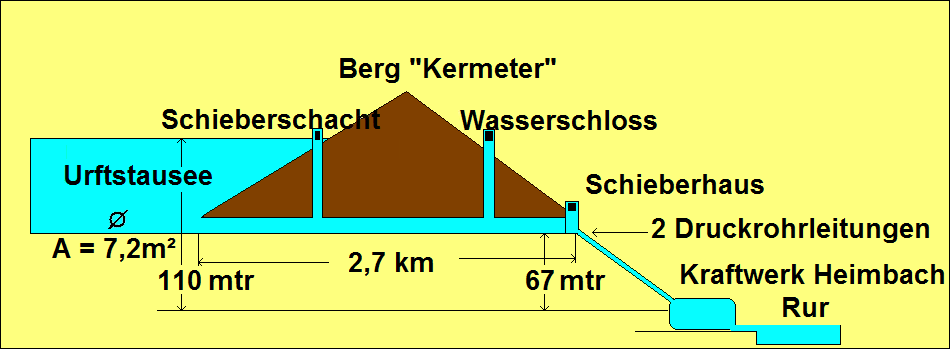
Schnittbild Kermeter mit Kermeterstollen

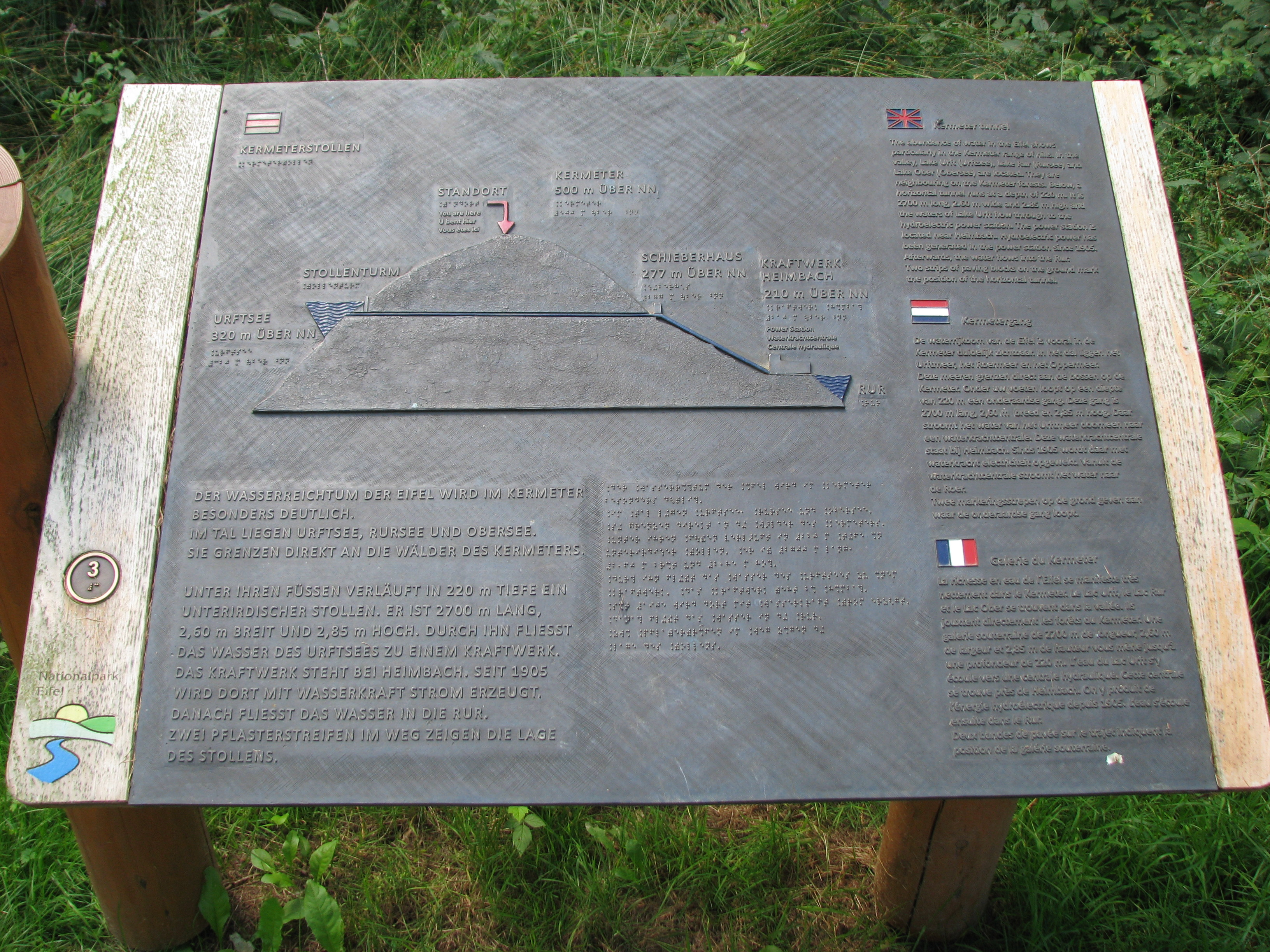
Barrierefreie Hinweistafel mit ertastbarem Relief und der Blindenschrift Braille auf dem Kermeter

Der Kermeterstollen (auch Urftstollen genannt) wurde 1905 zeitgleich mit der Urfttalsperre und dem Kraftwerk Heimbach erbaut. Er ist ein etwa 2,7 km langer Druckstollen im Kermeter, einem Höhenzug der Nordeifel im Südwestteil Nordrhein-Westfalens (Deutschland).

## Verlauf
Der Kermeterstollen beginnt an der Urfttalsperre. Dort wurde kurz hinter dem Stollenmund ein Schacht (der sogenannte Südschacht) zum Stollen herabgegraben. Über diesem Schacht wurde 1905 ein Schieberhaus errichtet, in das ein 7000 kg schwerer Absperrschieber eingebaut wurde. Im August 2002 wurde dieser durch einen moderneren Schieber ersetzt. Mit diesem Schieber kann der Stollen zum Urftsee hin verschlossen werden, falls im Stollen beispielsweise Arbeiten durchgeführt werden müssen. Ca. alle 20 Jahre wird die Urfttalsperre so weit entleert, dass der gesamte Kermeterstollen, also auch der Teil vor dem Absperrschieber, inspiziert werden kann, wie im November 2020. Von hier verläuft der Stollen mit einer Überdeckung von bis zu 220 m durch den Kermeter bis oberhalb der Rur bei Hasenfeld. Dort leitet er dem Kraftwerk Heimbach das Wasser aus der Urfttalsperre zu. Der 2,85 m hohe und 2,60 m breite Stollen (A= 7 m²) geht etwa 67 Höhenmeter oberhalb des Kraftwerks in zwei Druckrohre (Fallrohre) über. Am dortigen Stollenaustritt befindet sich erneut ein Schieberhaus, in dem sich 2 Absperrschieber befinden, mit denen die Druckrohrleitungen bei Bedarf separat abgesperrt werden können. Das Urftwasser fließt nach Verlassen des Kraftwerkes in die Rur.

## Geschichte und Hydrologie
Beim Bau des Kermeterstollens wurde der Gegenortvortrieb erfolgreich von beiden Seiten vorgenommen, die beiden Vortriebe trafen sich auf unter einem Meter Genauigkeit. Der Kermeterstollen steht unter einem ständigen Wasserdruck, der von der Stauhöhe in der Urfttalsperre abhängig ist. Da der Kermeterstollen eine 28 km lange Flussschleife abkürzt, beträgt die Fallhöhe zum Kraftwerk bei maximaler Stauhöhe der Talsperre 110 m, was für ein Mittelgebirge ein ungewöhnlich hoher Wert ist. Vor dem Austritt des Kermeterstollens oberhalb des Kraftwerks Heimbach in die Druckrohre wird in einem Wasserschloss der schwankende Wasserbedarf der Wasserturbinen ausgeglichen. Außerdem vermindert das Wasserschloss den Druckstoß, der beim Schließen von Armaturen in der Druckrohrleitung entsteht. Das Wasserschloss ist, wie aus dem Schnittbild ersichtlich, ein senkrechter Schacht, der bis zum Stollen hinab führt.
Deutsche Truppen sprengten am 10. Februar 1945 die Verschlüsse des Kermeterstollens am Kraftwerk Heimbach, woraufhin die Talsperre bis zum Niveau des Kermeterstollens leer lief.

## Galerie

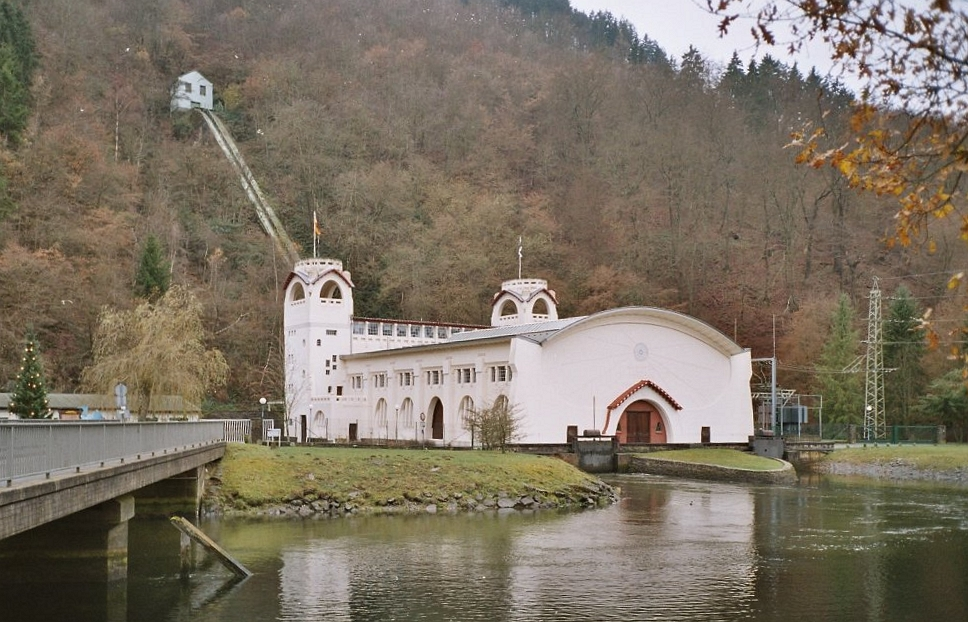
Kraftwerk Heimbach mit Druckrohren des Kermeterstollens (Hintergrund) und Rur (Vordergrund)
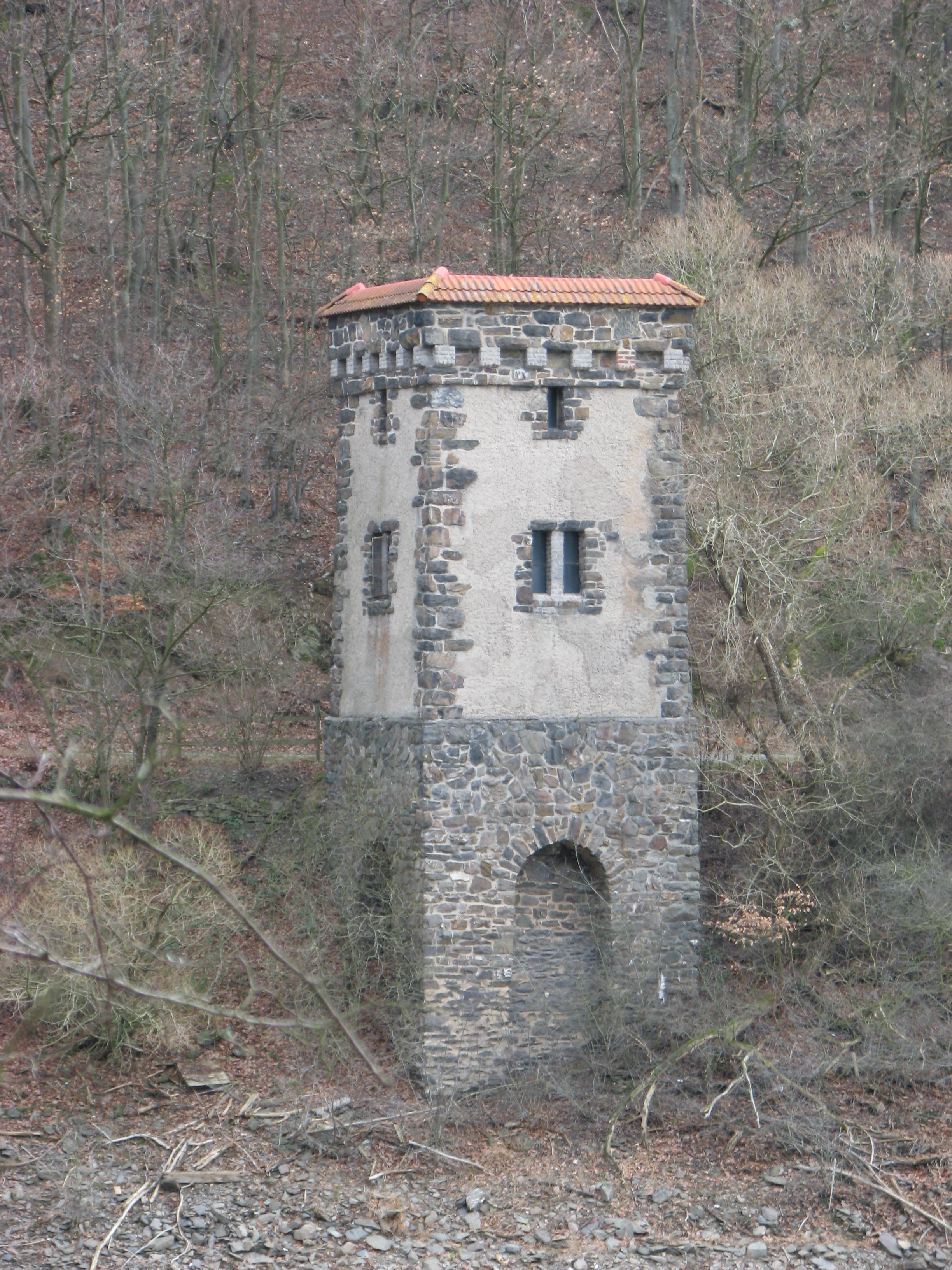
Schieberhaus des Kermeterstollens an der Urfttalsperre
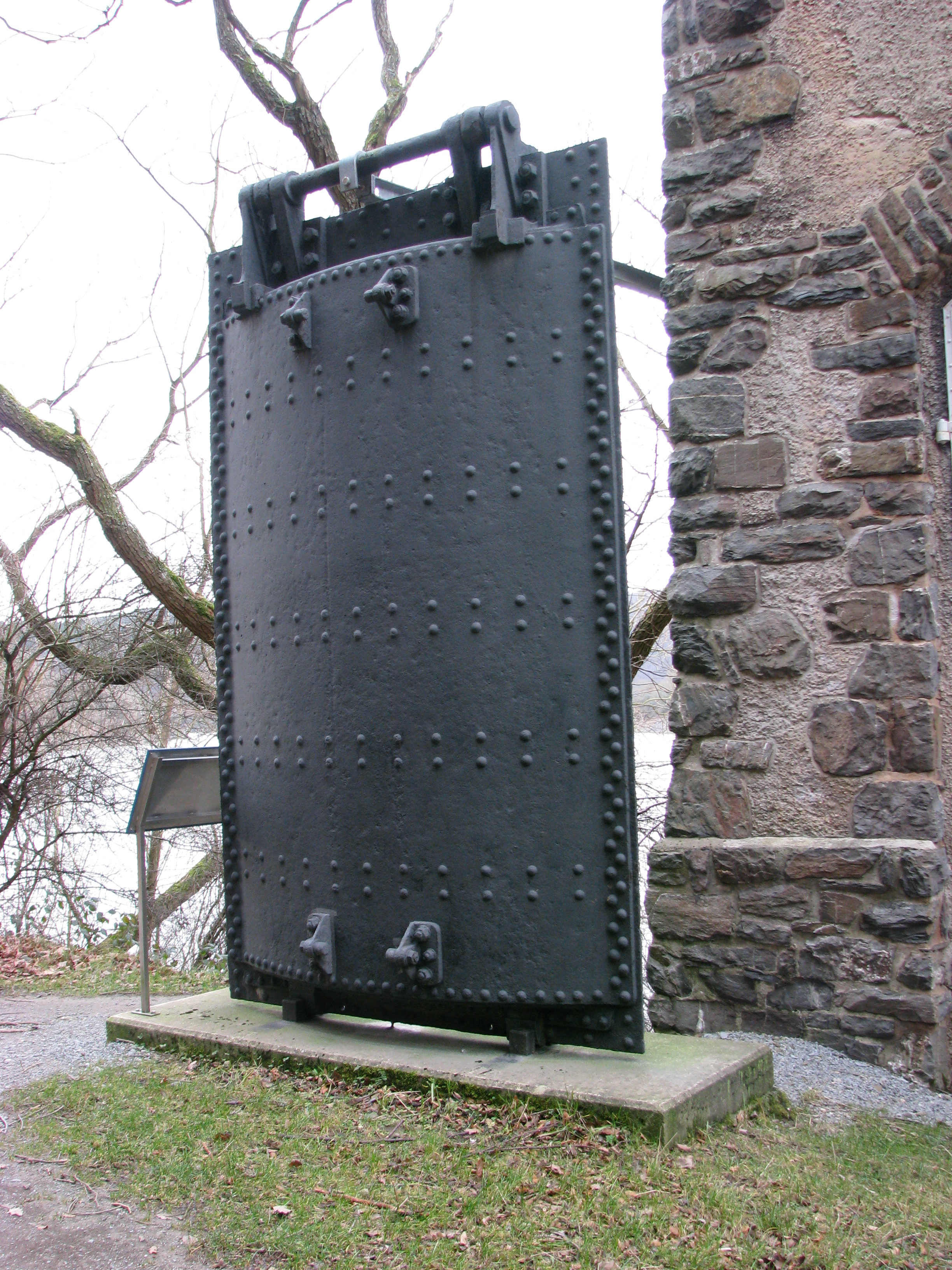
7000 kg schwerer Absperrschieber von 1905
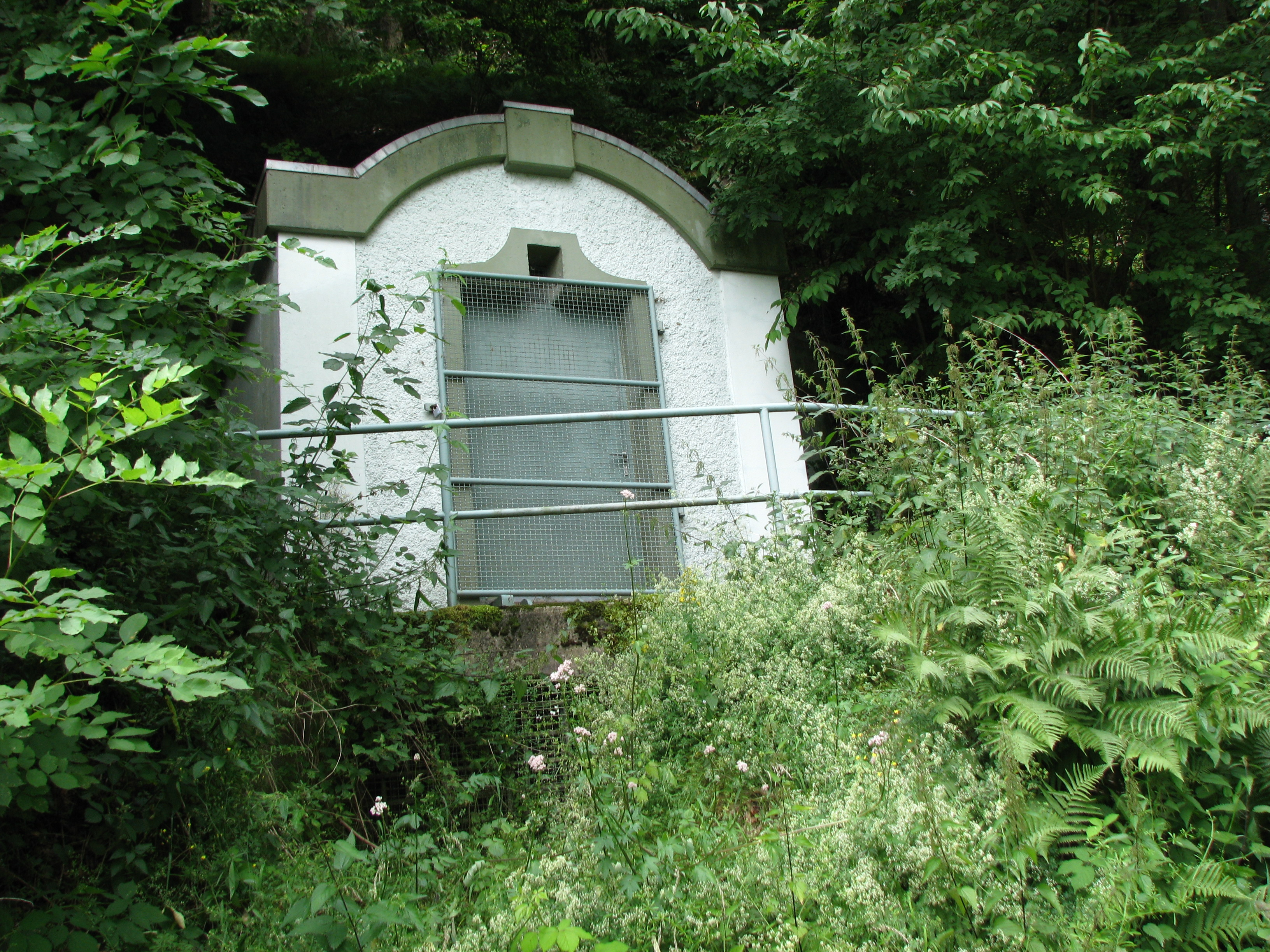
Wasserschloss, Gebäude für den Schachtabschluss
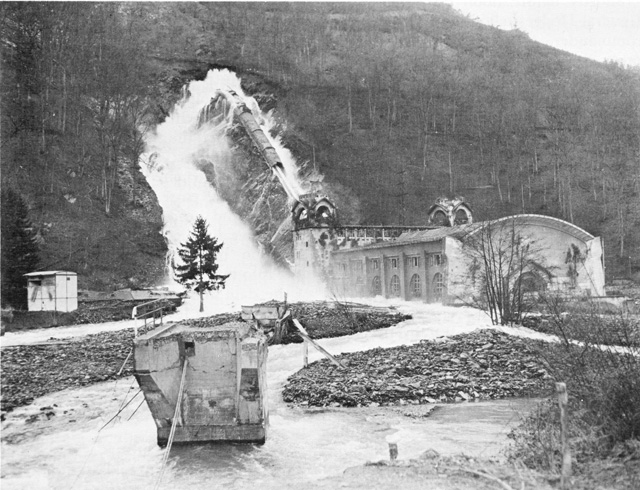
Gesprengter Kermeterstollenabschluss 1945